# Mike Skinner (Rennfahrer)
Mike Skinner (* 28. Juni 1957 in Ontario, Kalifornien) ist ein ehemaliger US-amerikanischer Automobilrennfahrer. Von 1986 bis 2012 fuhr er Rennen in allen nationalen Serien der NASCAR Camping World Truck Series. Er war der Testfahrer für die Serie The Grand Tour von Amazon Video in der ersten Staffel 2016.

## Karriere

### Anfänge
Seinen ersten Start in der NASCAR hatte Skinner im Jahre 1986 im Winston Cup, der heutigen Monster Energy NASCAR Cup Series, als er am Sovran Bank 500 auf dem Martinsville Speedway teilnahm. Er startete auf dem 27. Platz und kam als 22. ins Ziel. In den kommenden Jahren fuhr Skinner nur sehr wenige Winston-Cup-Rennen. Von 1986 bis 1994 trat er insgesamt zehnmal im Winston Cup an. Er erreichte bei diesen Starts nie eine bessere Platzierung als die, die er in seinem allerersten Start erreichte, den 22. Platz.

### 1995 bis 1996
Im Jahre 1995 startete Skinner in der neu gegründeten Craftsman Truck Series. Er gewann acht Rennen, darunter auch das erste jemals ausgetragene Rennen der Serie und das Saisonfinale. Siebenmal startete er von der Pole-Position. Am Ende der Saison reichten seine 3224 Punkte zum Gewinn der Meisterschaft. Auch im Jahre 1996 fuhr er die volle Truck-Saison. Er gewann erneut achtmal und kam 20 Mal in die Top 10, dennoch reichte es nur zu Platz drei in der Gesamtwertung. Meister wurde Ron Hornaday Jr. Die „Kämpfe“ um die Meisterschaft zwischen Ron Hornaday Jr. und Mike Skinner prägten das Bild der Rennserie.

### 1997 bis 2001
Im Jahre 1997 trat Skinner jedoch nur noch in sehr wenigen Rennen in der Craftsman Truck Series an, denn er fuhr als Vollzeitpilot die #31 von Richard Childress Racing im Winston Cup, wo er gleich im ersten Rennen, dem Daytona 500, seinen Wagen auf die Pole-Position brachte. Er gewann den Rookie of the Year Award und wurde 30. der Fahrergesamtwertung. Dreimal reichte es für eine Top-10-Platzierung, zweimal für die Pole-Position, erstmals im Daytona 500 und dann wieder im Pepsi 400, dem zweiten Rennen in Daytona Beach. Die Saison 1998 verlief für Skinner relativ ereignislos. Im Daytona 500 verhalf er seinem Teamkollegen Dale Earnhardt zum Sieg. Es war Earnhardts erster Sieg im Daytona 500. Skinner kam viermal in die Top 5 und neunmal in die Top 10.

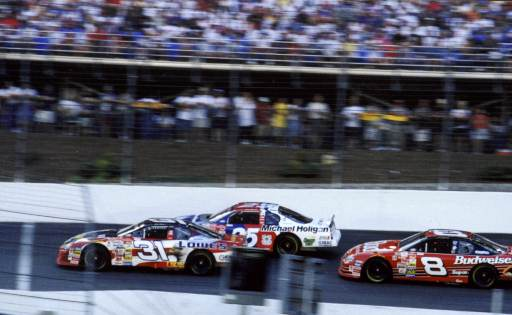
Mike Skinner (#31) im Coca-Cola 600 der Winston-Cup-Saison 2000

Die Saison 1999 war die Beste in der Winston-Cup-Karriere von Skinner. Er kam fünfmal in die Top 5 und 14 Mal in die Top 10, was ihm Platz zehn in der Gesamtwertung einbrachte. Seine beste Platzierung war ein dritter Platz im UAW-GM Quality 500. Im Pennsylvania 500 und Exide NASCAR Select Batteries 400 startete er von der Pole-Position. In der NASCAR Busch Grand National Series, in der er im Jahre 1999 13 Mal antrat, gewann Skinner das Yellow Freight 300 auf dem Atlanta Motor Speedway. In der Saison 2000 gewann Skinner beinahe sein erstes Rennen, als er das Frühjahrs-Rennen auf dem Atlanta Motor Speedway, das Cracker Barrel Old Country Store 500, 191 Runden lang anführte, dann aber kurz vor Schluss mit einem Motorschaden aufgeben musste. Wenige Wochen später im DieHard 500 wurde er Zweiter hinter Jeff Gordon. Das war seine einzige Top-5-Platzierung in der Saison 2000. Er kam elfmal in die Top 10 und wurde Zwölfter der Gesamtwertung.
Auch in der Saison 2001 fuhr Skinner wieder für Richard Childress Racing im Winston Cup, er verließ aber aufgrund einer Verletzung und schwachen Leistungen das Team am Saisonende. Er fuhr nur 23 der 36 Rennen, wobei seine beste Platzierung in einem Punktrennen Platz neun im Cracker Barrel Old Country Store 500 war. Skinner gewann das zweite Gatorade Duel und ist damit einer der wenigen Fahrer, die im Gatorade Duel gewonnen haben, aber nie in der Cup-Serie gewannen.

### 2002 bis 2003
Für die Saison 2002 fand Skinner einen Platz bei Morgan-McClure Motorsports, wo er die Startnummer 4 pilotierte. Die Saison lief für Skinner, wie von vielen erwartet, enttäuschend. Nur einmal kam er in die Top 10. Fünfmal musste er mit Motorproblemen aufgeben. Er wurde nur 31. in der Fahrerwertung. Auch die Saison 2003 verlief enttäuschend für Skinner, so dass er nach 14 Rennen das Team verließ. Bis zum Ende des Jahres fuhr er für verschiedene Teams, unter anderen auch den Wagen mit der Startnummer 00 von Michael Waltrip Racing. Im Chevy Rock and Roll 400 startete er auf der Pole-Position. Er kam jedoch in der ganzen Saison nicht einmal in die Top 10, so dass er sich entschied 2004 nicht mehr die volle Saison im Nextel Cup zu fahren, sondern in die Craftsman Truck Series zurückzukehren, um Toyota beim Einstieg in die NASCAR zu helfen.

### Seit 2004
In der Craftsman Truck Series Saison 2004 kam Skinner viermal in die Top 5 und neunmal in die Top 10. Im Las Vegas 350 und Silverado 350K startete er auf der Pole-Position. Er beendete die Saison auf dem elften Rang in der Gesamtwertung. Das Jahr 2005 lief bereits deutlich besser für Skinner, er gewann im O’Reilly 200 auf dem Bristol Motor Speedway in Bristol, Tennessee und ein Rennen darauf im Cheerios Betty Crocker 200 auf dem Richmond International Raceway. In der Gesamtwertung reichte es zu Rang fünf. Im Jahre 2006 reichte es nur noch zu Platz zehn in der Gesamtwertung. Dabei erreichte er acht Top-5-Platzierungen und 13 Top-10-Platzierungen. Im Smith’s Las Vegas 350 gewann er, nachdem er 114 Runden des Rennens anführte.
Zu Beginn der Craftsman Truck Series Saison 2007 galt Skinner nicht als einer der Topfavoriten auf den Titel, doch relativ schnell zeigte er, dass Skinner um die Meisterschaft fahren wird. Nach einem vierten Platz im ersten Rennen der Saison gewann er dreimal in Folge. Im Frühjahrs-Rennen in Atlanta begann er eine Serie von sechs aufeinander folgenden Pole-Positions. Im Laufe der Saison ergab sich, dass es wieder den Kampf zwischen Hornaday Jr. und Skinner, der das Bild der Serie in ihren Anfangsjahren prägte, geben werde. Am Ende der Saison hatten Skinner und Hornaday Jr. häufiger Pech, so dass die Punkteführung häufig wechselte. Vor dem letzten Saisonrennen, dem Ford 200, hatte Skinner 29 Punkte Vorsprung auf Hornaday. Im Rennen hatte er mit Reifenproblemen zu kämpfen. Aufgrund dessen kam er mit elf Runden Rückstand als 35. ins Ziel und verlor im letzten Rennen der Saison die Führung in der Meisterschaft. Skinner gewann fünfmal, kam 17 Mal in die Top 5 und 20 Mal in die Top 10.
2008 gewann Skinner das Qwik Liner Las Vegas 350. Auch fuhr er einige Rennen im Sprint Cup für das Red Bull Racing Team und Michael Waltrip Racing. In der Camping World Truck Series Saison 2009 startete er für Randy Moss Motorsports, er konnte drei Rennen gewinnen und beendete die Saison auf dem dritten Platz der Gesamtwertung. Im Sprint Cup trat er in fünf Rennen für verschiedene Teams an. 2010 konnte er den Erfolg aus dem Vorjahr nicht wiederholen, er erreichte nur zwei Top-5-Ergebnisse, nach der Saison verließ er Randy Moss Motorsports.
Er trat 2011 nur zu drei Truck Series-Rennen an, davon konnte er sich nur für eines qualifizieren. Im Sprint Cup nahm er an 21 Rennen teil, die meisten davon für Germain Racing. 2012 konnte er sich für das Truck-Series-Rennen in Daytona qualifizieren, er schied jedoch nach einem Unfall aus. Von den vier gestarteten Rennen im Sprint Cup konnte er keines beenden.
Nach 2012 nahm Skinner an keinen Rennen der NASCAR-Serien teil, im Jahr 2016 war er der Testfahrer der Streaming-Serie The Grand Tour.

## Persönliches
Skinner ist ein Amateur-Poolbillard-Spieler und nimmt im Winter, wenn es keine Rennen gibt, an Turnieren teil. Außerdem ist er passionierter Golfspieler.